# Matías Catalán
Matías Ezequiel Catalán Echevarria (Mar del Plata, Buenos Aires, 19 de agosto de 1992) es un futbolista argentino-chileno. Juega de lateral derecho o defensor central en Talleres de la Primera División de Argentina.

## Trayectoria
Llegó a San Lorenzo desde Mar del Plata a principios de 2011 formado en el Club Al Ver Veras, pasó por Club Atlético San Lorenzo (MdP), también de su ciudad natal, apareció en Cuarta División, jugó algunos partidos en Reserva y allí lo vio Caruso Lombardi.
Su debut oficial se produjo el 16 de mayo de 2012 por los cuartos de final de la Copa Argentina frente a River Plate, el elenco de Boedo perdería ese partido por 2-0.
Con San Lorenzo logró el Torneo Inicial 2013 habiendo disputado solo 3 partidos, pero todos de titular frente a Racing Club en la segunda fecha, Argentinos Juniors en la tercera y Arsenal de Sarandí en la undécima.
Su primer gol oficial se produjo el 17 de julio de 2014 frente a Almirante Brown por los 16avos de final de la Copa Argentina, el encuentro terminaría 2-0 para San Lorenzo de Almagro.
Para la temporada 2016/2017 es cedido a préstamo al equipo dirigido técnicamente por Diego Cagna, San Martín de Tucumán, para disputar la Segunda división de Argentina. Tras la temporada en el ascenso argentino, en agosto de 2017 es transferido al Atlético de San Luis del ascenso mexicano, en un contrato por dos temporadas. Luego fue cedido a Estudiantes de la Plata, donde no pudo jugar debido a problemas burocráticos.
Tras tres temporadas, donde formó parte del equipo que logró el ascenso a la Primera División, en noviembre de 2020 anunció su baja del equipo. Días después, fue anunciado como refuerzo del Pachuca.
En enero de 2022 es oficializado como nuevo jugador de Talleres de Córdoba de la Primera División del fútbol argentino, en calidad de cedido. En febrero de 2023, el conjunto cordobés adquiere sus derechos de forma definitiva, con un contrato por 3 temporadas.

## Selección nacional
De padre chileno, es elegible para jugar por la selecciones de Argentina y Chile. 
Entró en el radar de la selección chilena cuando esta era dirigida por Jorge Sampaoli. En agosto de 2018, su representante anunció por redes sociales su convocatoria a la selección chilena por el entrenador Reinaldo Rueda; sin embargo, dicha convocatoria no fue realizada. En marzo de 2023, finalmente fue convocado por Eduardo Berizzo para formar parte de la selección chilena en la fecha FIFA de marzo.

#### Participaciones en Clasificatorias a Copas del Mundo
| Eliminatorias                   | Sede       | Resultado   | Posición | Partidos | Goles |
| ------------------------------- | ---------- | ----------- | -------- | -------- | ----- |
| Eliminatorias Norteamérica 2026 | Sudamérica | Por definir |          | 5        | 0     |

#### Participaciones en Copa América
| Torneo            | Sede           | Resultado      | Partidos | Goles | Asist. |
| ----------------- | -------------- | -------------- | -------- | ----- | ------ |
| Copa América 2024 | Estados Unidos | Fase De Grupos | 0        | 0     | 0      |

#### Partidos internacionales
Actualizado hasta el 10 de septiembre de 2024.
| Partidos internacionales | Partidos internacionales | Partidos internacionales            | Partidos internacionales | Partidos internacionales | Partidos internacionales | Partidos internacionales | Partidos internacionales | Partidos internacionales | Partidos internacionales     |
| N.º                      | Fecha                    | Estadio                             | Local                    | Resultado                | Visitante                | Goles                    | Asistencias              | DT                       | Competición                  |
| ------------------------ | ------------------------ | ----------------------------------- | ------------------------ | ------------------------ | ------------------------ | ------------------------ | ------------------------ | ------------------------ | ---------------------------- |
| 1                        | 27 de marzo de 2023      | Monumental, Santiago, Chile         | Chile                    | 3-2                      | Paraguay                 |                          |                          | Eduardo Berizzo          | Amistoso                     |
| 2                        | 16 de junio de 2023      | Sausalito, Viña del Mar, Chile      | Chile                    | 5-0                      | República Dominicana     |                          |                          | Eduardo Berizzo          | Amistoso                     |
| 3                        | 12 de septiembre de 2023 | Monumental, Santiago, Chile         | Chile                    | 0-0                      | Colombia                 |                          |                          | Eduardo Berizzo          | Clasificatorias Mundial 2026 |
| 4                        | 12 de octubre de 2023    | Monumental, Santiago, Chile         | Chile                    | 2-0                      | Perú                     |                          |                          | Eduardo Berizzo          | Clasificatorias Mundial 2026 |
| 5                        | 21 de noviembre de 2023  | Rodrigo Paz Delgado, Quito, Ecuador | Ecuador                  | 1-0                      | Chile                    |                          |                          | Nicolás Córdova          | Clasificatorias Mundial 2026 |
| 6                        | 26 de marzo de 2024      | Vélodrome, Marsella, Francia        | Francia                  | 3-2                      | Chile                    |                          |                          | Ricardo Gareca           | Amistoso                     |
| 7                        | 11 de junio de 2024      | Nacional, Santiago, Chile           | Chile                    | 3-0                      | Paraguay                 |                          |                          | Ricardo Gareca           | Amistoso                     |
| 8                        | 5 de septiembre de 2024  | Monumental, Buenos Aires, Argentina | Argentina                | 3-0                      | Chile                    |                          |                          | Ricardo Gareca           | Clasificatorias Mundial 2026 |
| 9                        | 10 de septiembre de 2024 | Nacional, Santiago, Chile           | Chile                    | 1-2                      | Bolivia                  |                          |                          | Ricardo Gareca           | Clasificatorias Mundial 2026 |
| Total                    | Total                    | Total                               | Presencias               | 9                        | Goles                    | 0                        | 0                        |                          |                              |

| Selección chilena | Selección chilena | Selección chilena |
| Año               | Partidos          | Goles             |
| ----------------- | ----------------- | ----------------- |
| 2023              | 5                 | 0                 |
| 2024              | 4                 | 0                 |
| Total             | 9                 | 0                 |

## Clubes

### Estadísticas
- Actualizado al 15 de septiembre del 2024

| Club                          | Temporada     | Liga | Liga | Liga | Copas Nacionales | Copas Nacionales | Copas Nacionales | Copas Internacionales | Copas Internacionales | Copas Internacionales | Total | Total | Total |
| Club                          | Temporada     | PJ   | G    | A    | PJ               | G                | A                | PJ                    | G                     | A                     | PJ    | G     | A     |
| ----------------------------- | ------------- | ---- | ---- | ---- | ---------------- | ---------------- | ---------------- | --------------------- | --------------------- | --------------------- | ----- | ----- | ----- |
| San Lorenzo Argentina         |               |      |      |      |                  |                  |                  |                       |                       |                       |       |       |       |
| 2011-12                       | -             | -    | -    | 1    | 0                | 0                | -                | -                     | -                     | 1                     | 0     | 0     |       |
| 2012-13                       | -             | -    | -    | 1    | 0                | 1                | -                | -                     | -                     | 1                     | 0     | 1     |       |
| 2013-14                       | 8             | 0    | 0    | 2    | 1                | 0                | -                | -                     | -                     | 10                    | 1     | 0     |       |
| 2014                          | 9             | 0    | 0    | -    | -                | -                | -                | -                     | -                     | 9                     | 0     | 0     |       |
| 2015                          | 4             | 0    | 0    | 1    | 0                | 0                | 1                | 0                     | 0                     | 6                     | 0     | 0     |       |
| Total                         | 21            | 0    | 0    | 5    | 1                | 1                | 1                | 0                     | 0                     | 27                    | 1     | 1     |       |
| Atlético de Rafaela Argentina | 2016          | 8    | 0    | 0    | -                | -                | -                | -                     | -                     | -                     | 8     | 0     | 0     |
| Atlético de Rafaela Argentina | Total         | 8    | 0    | 0    | 0                | 0                | 0                | 0                     | 0                     | 0                     | 8     | 0     | 0     |
| San Martín (T) Argentina      | 2016-17       | 41   | 0    | 9    | -                | -                | -                | -                     | -                     | -                     | 41    | 0     | 9     |
| San Martín (T) Argentina      | Total         | 41   | 0    | 9    | 0                | 0                | 0                | 0                     | 0                     | 0                     | 41    | 0     | 9     |
| San Luis · México             | 2017-18       | 15   | 0    | 1    | 2                | 0                | 0                | -                     | -                     | -                     | 17    | 0     | 1     |
| San Luis · México             | 2018-19       | 40   | 3    | 5    | 3                | 0                | 0                | -                     | -                     | -                     | 43    | 3     | 5     |
| San Luis · México             | 2019-20       | 26   | 2    | 1    | 2                | 0                | 0                | -                     | -                     | -                     | 28    | 2     | 1     |
| San Luis · México             | 2020-21       | 14   | 1    | 1    | -                | -                | -                | -                     | -                     | -                     | 14    | 1     | 1     |
| San Luis · México             | Total         | 95   | 6    | 8    | 7                | 0                | 0                | 0                     | 0                     | 0                     | 102   | 6     | 8     |
| Pachuca · México              | 2021          | 18   | 0    | 0    | -                | -                | -                | -                     | -                     | -                     | 18    | 0     | 0     |
| Pachuca · México              | 2022          | 11   | 1    | 1    | -                | -                | -                | -                     | -                     | -                     | 11    | 1     | 1     |
| Pachuca · México              | Total         | 29   | 1    | 1    | 0                | 0                | 0                | 0                     | 0                     | 0                     | 29    | 1     | 1     |
| Talleres (Cba.) Argentina     | 2022          | 34   | 2    | 1    | 5                | 0                | 0                | 10                    | 0                     | 0                     | 49    | 2     | 1     |
| Talleres (Cba.) Argentina     | 2023          | 26   | 1    | 2    | 10               | 0                | 0                | -                     | -                     | -                     | 36    | 1     | 2     |
| Talleres (Cba.) Argentina     | 2024          | 9    | 1    | 0    | 12               | 1                | 0                | 6                     | 1                     | 1                     | 27    | 3     | 1     |
| Talleres (Cba.) Argentina     | Total         | 69   | 4    | 3    | 27               | 1                | 0                | 16                    | 1                     | 1                     | 112   | 6     | 4     |
| Total carrera                 | Total carrera | 263  | 11   | 21   | 39               | 2                | 1                | 17                    | 1                     | 1                     | 319   | 14    | 23    |

## Palmarés

### Campeonatos nacionales
| Título                  | Club                 | País      | Año    |
| ----------------------- | -------------------- | --------- | ------ |
| Primera División        | San Lorenzo          | Argentina | I-2013 |
| Ascenso MX              | Atlético de San Luis | México    | 2018-A |
| Ascenso MX              | Atlético de San Luis | México    | 2019-C |
| Campeón de Ascenso      | Atlético de San Luis | México    | 2019   |
| Supercopa Internacional | Talleres de Córdoba  | Paraguay  | 2023   |

### Campeonatos internacionales
| Título            | Club        | País      | Año  |
| ----------------- | ----------- | --------- | ---- |
| Copa Libertadores | San Lorenzo | Argentina | 2014 |